# 디릴리슈: 에르투룰
《디릴리쉬: 에르투으룰》(튀르키예어: Diriliş: Ertuğrul)은 터키의 텔레비전 드라마이다.